# 摩耶 (印度哲学)
摩耶(Maya)，源自梵文，它有多重意思，最主要的意思是幻覺，是印度宗教（Indic religions）教義中的重要概念，可以被譯為錯覺。在印度教所認可的一些理論中，世界是婆羅賀摩遊玩時所產生的，人因無明而不能認知梵，而導致輪迴。許多宗教尋求刺破摩耶面紗，以一睹終極

現實。
關於這一個概念 最有名的理論是商羯羅所創立的吠檀多不二論。